# 朝鮮労働党対外情報調査部
朝鮮労働党対外情報調査部（ちょうせんろうどうとうじょうほうちょうさぶ）は、かつて存在した朝鮮民主主義人民共和国の朝鮮労働党に属する情報機関。過去に調査部、対外調査部と呼ばれ、通称は「35号室」であり、俗に他の党諜報機関とともに「三号庁舎」とも呼ばれた。2009年に党作戦部と軍総参謀部偵察局と統合して朝鮮人民軍偵察総局が発足したことにより、発展的に解消した。

## 概要
朝鮮労働党対外情報調査部は、韓国以外の第3国における情報収集、第3国を経由した韓国内へのスパイの浸透を担当する機関であった。世界各国に対するスパイ活動、拉致、テロ行為を行っていた｡また、拉致された日本人がいるとされる招待所を運営していた。招待所では、情報調査部に属する工作員が語学、主体思想などの教育と訓練を受けながら生活し、工作活動で海外へ派遣される日を待つとされていた。情報調査部はソウルオリンピック前に、大韓航空機爆破事件を起こしたとされる。実行犯の一人である金賢姫は調査部（当時）に所属していた。また、韓国の映画監督申相玉・崔銀姫夫妻の拉致を担当したとも言われている。

## 歴代部長
- 権煕京[4]

## 有名な工作員
- 金賢姫[5]
- 辛光洙
- 金世鎬
- ムハンマド・カンス[6]

## 参考資料
- 金賢姫『金賢姫　いま、女として』(文藝春秋1991年)上巻 ISBN 978-4163456409、下巻 ISBN 978-4163456508
- 高沢皓司『宿命-「よど号」亡命者たちの秘密工作』(新潮文庫1998年) ISBN 978-4101355313
- 康明道『北朝鮮の最高機密』(文春文庫1998年) ISBN 978-4167550165
- 張龍雲『朝鮮総連工作員』(小学館文庫1999年) ISBN 978-4094037111
- 安明進『北朝鮮拉致工作員』(徳間文庫2000年) ISBN 978-4198912857
- 金富億『北朝鮮のスパイ戦略』(講談社文庫2002年) ISBN 978-4062566797
- 李友情(作・漫画)・李英和(監修)『金正日入門』(飛鳥新社2003年) ISBN 978-4870315754
- 別冊宝島編集部（編)『決定版! 北朝鮮ワールド』(宝島社文庫2004年) ISBN 978-4796638166